# Budapesti Negyed
A Budapesti Negyed 1993 és 2010 között megjelent, magyar nyelvű várostörténeti folyóirat volt.

## Szerzők, szerkesztők
A lap alapító főszerkesztője Gerő András, alapító szerkesztője Berkovits György, kiadója pedig Budapest Főváros Levéltára volt.
Változó összetételű szerkesztőbizottság gondozta a folyóiratot, melynek tagjai voltak: Hankiss Ágnes, Iványi György, Kovács András, Szelényi Iván, Varga László, Vince Mátyás és Vörös Károly.
A folyóirat szerzői a korszak ismert városkutatóin kívül mindazok a szakemberek voltak, akiket az adott lapszám témájának ismerőiként jegyeztek.

## Lapszámok
A lapból összesen 70 szám jelent meg, ami a duplaszámba összevont tartalmak miatt 33 kiadványt jelentett.
A Budapesti Negyed összes száma:
- Az Andrássy út – Budapesti Negyed 1. (1993. nyár)
- Koncepció és vízió – Budapesti Negyed 2. (1993. ősz-tél)
- Kultuszok és kultuszhelyek – Budapesti Negyed 3. (1994. tavasz)
- Kultúrák találkozása – Budapesti Negyed 4. (1994. nyár)
- A város alatt – Budapesti Negyed 5. (1994. ősz)
- A modern metropolisz – Budapesti Negyed 6-7. (1994. tél – 1995. tavasz)
- Zsidók Budapesten – Budapesti Negyed 8. (1995. nyár)
- Építők és építtetők – Budapesti Negyed 9. (1995. ősz)
- Budapest, 1896. I. – Budapesti Negyed 10. (1995. tél)
- Budapest, 1896. II. – Budapesti Negyed 11. (1996. tavasz)
- Budapest, a kávéváros – Budapesti Negyed 12-13. (1996. nyár-ősz)
- Budapest metamorfózisa – Budapesti Negyed 14. (1996. tél)
- Orbis pictus – város-(fotó)-történet – Budapesti Negyed 5. (1997. tavasz)
- Tömegkultúra a századfordulós Budapesten – Budapesti Negyed 16-17. (1997. nyár-ősz)
- A meg nem épült Budapest - Budapesti Negyed 18-19. (1997. tél – 1998. tavasz)
- Budapest-történet – Budapesti Negyed 20-21. (1998. nyár-ősz)
- Hanák Péter, a város polgára – Budapesti Negyed 22. (1998. tél)
- Kóbor Tamás, Budapest regényírója – Budapesti Negyed 23. (1998 tavasz)
- A Kerepesi úti temető. I. – Budapesti Negyed 24. (1999. nyár)
- A Kerepesi úti temető. II. – Budapesti Negyed 25. (1999. ősz)
- Nagyvárosi szegénység – Amerikában – Budapesti Negyed 26-27. (1999. tél – 2000. tavasz)
- Koszorú Lajos, Erő Zoltán: Budapest-dilemmák – Budapesti Negyed 28. (2000. nyár)
- Budapest ostroma – Budapesti Negyed 29-30. (2000. ősz-tél)
- A város és a mozi – Budapesti Negyed 31. (2001. tavasz)
- Művészet a városban – Budapesti Negyed 32-33. (2001. nyár-ősz)
- Krúdy és Pest – Budapesti Negyed 34. (2001. tél)
- Peremhelyzetek – szociográfiák – Budapesti Negyed 35-36. (2002. tavasz-nyár)
- Anka naplója. 1944. március 14.–1945. március 5. Feljegyzések a háborús Budapestről – Budapesti Negyed 37. (2002. ősz)
- Heltai Jenő breviárium 1. – Budapesti Negyed 38. (2002. tél)
- Heltai Jenő breviárium 2. – Budapesti Negyed 39. (2003. tavasz).
- A Farkasréti Temető 1. – Budapesti Negyed 40. (2003. nyár)
- A Farkasréti Temető 2. – Budapesti Negyed 41. (2003. ősz)
- A Farkasréti Temető 3. – Budapesti Negyed 42. (2003. tél).
- Pest-budai útikönyvek – Budapesti Negyed 45. (2004. ősz).
- Társasélet Pesten és Budán – Budapesti Negyed 46. (2004. tél)
- A bűnös Budapest – Budapesti Negyed 47-48. (2005. tavasz-nyár)
- Budapest a Népszabadságban, 1992-2003 – Budapesti Negyed 49. (2005. ősz)
- Budapest a Népszabadságban, 1992-2003 – Budapesti Negyed 50. (2005. tél)
- Tanulmányok a szexturizmusról – Budapesti Negyed 51. (2006. tavasz)
- Erzsébet-kultusz. 1. Erzsébet királyné magyarországi kultusza emlékezethelyei tükrében 1898–1914 között – Budapesti Negyed52. (2006. nyár)
- Erzsébet-kultusz. 2. Szöveggyűjtemény – Budapesti Negyed 53. (2006. ősz)
- Görögök Budapesten - Budapesti Negyed 54. (2006. tél)
- Amszterdam – Budapesti Negyed 55. (2007. tavasz)
- Summázat és jövő. Kérdések és válaszok Budapest közelmúltjáról, jelenéről és jövőjéről – Budapesti Negyed 56. (2007. nyár)
- Jókai Budapestje – Budapesti Negyed 57. (2007. ősz)
- Budapest Jókaija – Budapesti Negyed 58. (2007. tél)
- Emancipáció után I. – Budapesti Negyed 59. (2008. tavasz)
- Emancipáció után II. – Budapesti Negyed 60. (2008. nyár)
- Kosztolányi Dezső Pesten és Budán – Budapesti Negyed 61. (2008. ősz)
- Kosztolányi Dezső: Pesti utca – Budapesti Negyed 62. (2008. tél)
- Házak, lakások, emberek – Budapesti Negyed 63. (2009. tavasz)
- Utazás Karinthyából Epepébe I. – Budapesti Negyed 64. (2009. nyár)
- Utazás Karinthyából Epepébe II. – Budapesti Negyed 65. (2009. ősz)
- A Csömöri úttól a Filatori gátig – Budapesti Negyed 66. (2009. tél)
- Lovik Károly – Budapesti Negyed 67. (2010. tavasz)
- Fővárosi magántörténelem – Budapesti Negyed 68. (2010. nyár)
- Regényes mindennapok – Budapesti Negyed 69. (2010. ősz)
- Mindennapi regények – Budapesti Negyed 70. (2010. tél)

## Megjelenés, megszűnés
A lap negyedévente jelent meg, évszakokhoz kötötték a kiadás időpontját. Minden lapszám tematikus jellegű, egy-egy témát (városrészt, közterületet, időszakot, irodalmi vonatkozást stb.) körüljáró, azzal kapcsolatban több dolgozatot közreadó, könyvformátumú, terjedelmes példány volt.
A megjelent írások tudományos dolgozatok voltak forrásjelöléssel, lábjegyzettel. Az írások a történelem, a néprajz, a filozófia, az építészettörténet, a kulturális antropológia, a jog és más tudományok felől közelítettek Budapesthez. A lapban megjelent írások a mai napig forrásértékűek, számos tudományos mű hivatkozik a lapban megjelent tanulmányokra (nem utolsósorban itt a Wikipédiában is).
A lapot Budapest Főváros Önkormányzata finanszírozta, elsősorban a Pro Cultura Urbis alapítványon keresztül. Az utolsó, 2010-ben megjelent lapszámot követően, 2011-ben jelentette be a levéltár, hogy nem finanszírozza tovább a folyóirat megjelenését, év végére pedig a főváros kulturális alapítványa is megszűnt.
A folyóirat digitalizált oldalai elérhetők a Hungaricana közgyűjteményi portálon és az Országos Széchényi Könyvtár Elektronikus Periodika Archívumában (EPA) is.

## Elismerések
- Pro Urbe Budapestért-díj 1998[7]
- Csengery Antal-díj 2009[7]